# Auferstehungskirche (Rottach-Egern)

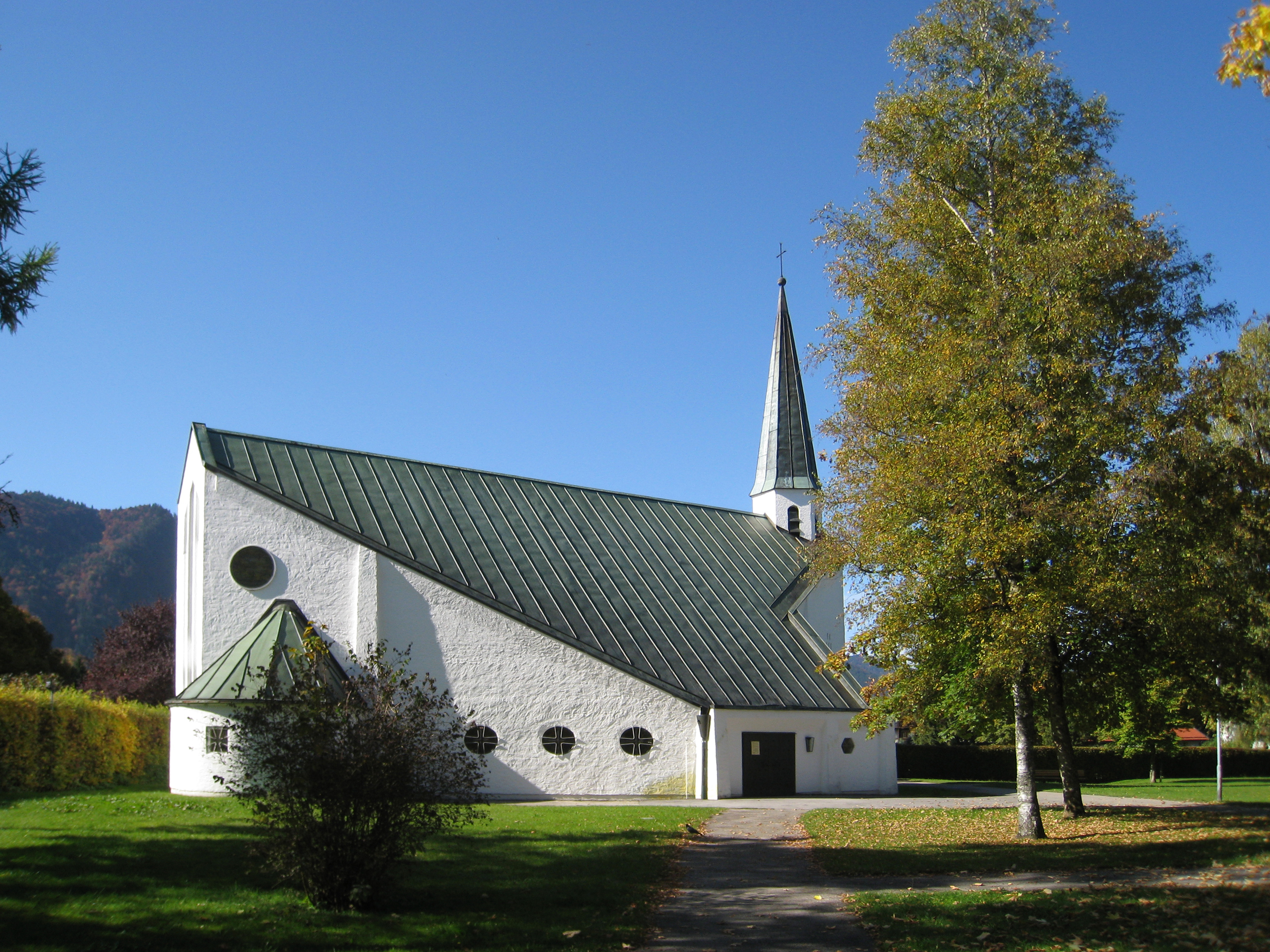
Die Auferstehungskirche in Rottach-Egern

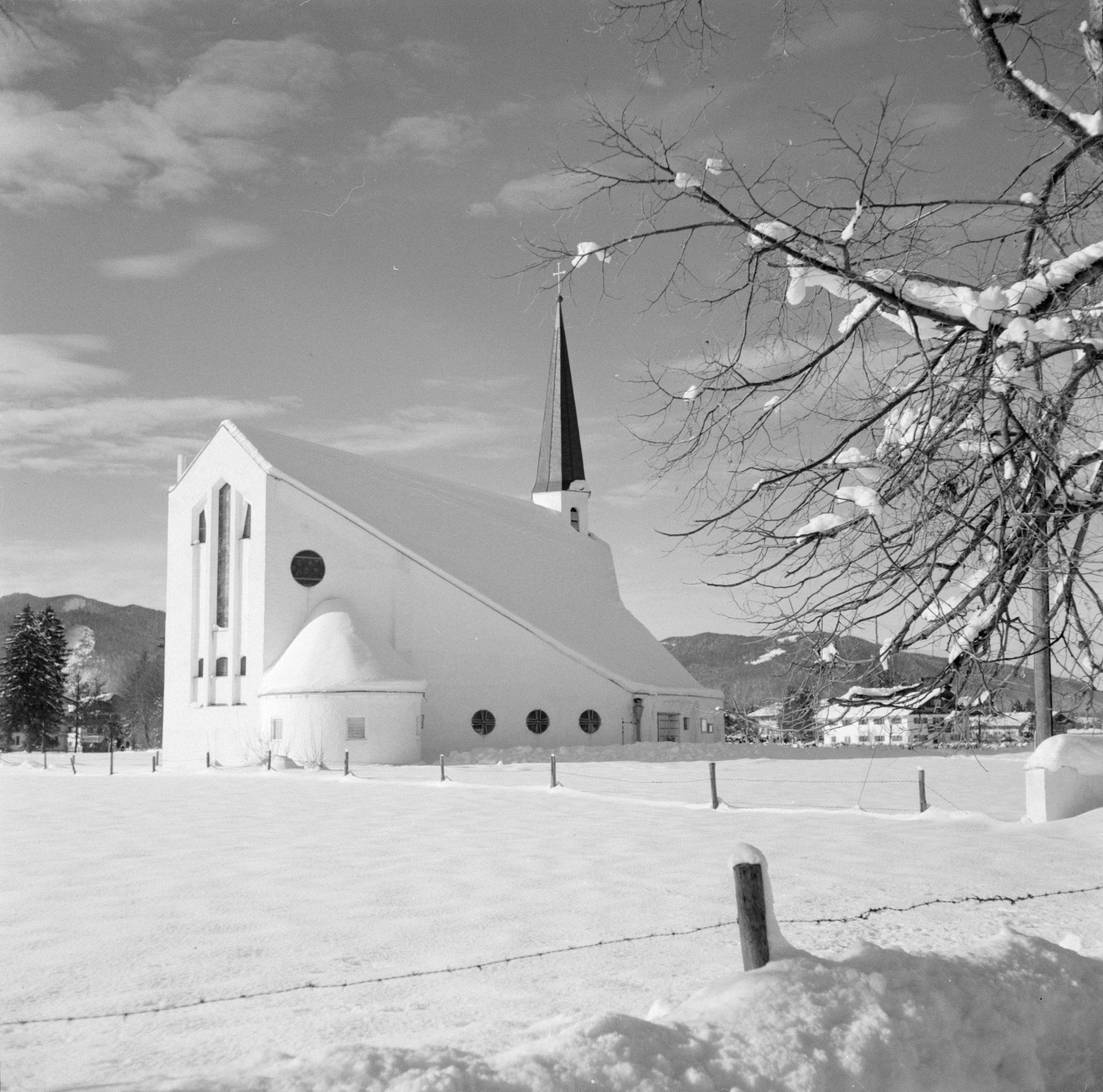
Die Kirche im Winter

Die evangelisch-lutherische Auferstehungskirche des Münchener Architekten Olaf Andreas Gulbransson ist ein von 1953 bis 1955 erbauter moderner Kirchenbau in der bayrischen Gemeinde Rottach-Egern.

## Architektur
Die Architektur bezieht sich durch verschiedene Dreieck-Strukturen auf die göttliche Dreifaltigkeit. Direkt in das Kirchengebäude wurde der Gemeindesaal integriert, der unter der Empore mit versenkbaren Glaswänden vom Kirchenraum abgetrennt werden kann.
Neben der Kirche gibt es einen Friedhof, auf dem unter anderem Olaf Gulbransson, sein Sohn Olaf Andreas Gulbransson, Mary Gerold-Tucholsky und Otto Beisheim begraben sind.